# Salvador Alvarado
Salvador Alvarado är en kommun i Mexiko.   Den ligger i delstaten Sinaloa, i den västra delen av landet, 1 100 km nordväst om huvudstaden Mexico City. Arean är 1 198 kvadratkilometer.
Terrängen i Salvador Alvarado är platt åt sydväst, men åt nordost är den kuperad.
Följande samhällen finns i Salvador Alvarado:
- Guamúchil
- Gabriel Leyva Velázquez
- El Salitre
- El Taballal
- Caitime
- Cruz Blanca
- Rodolfo Sánchez Taboada
- Álamo de los Montoya
- Colonia 20 de Noviembre
- Emilio Álvarez Ibarra
- Buenavista
- Lucio Blanco
- Cacalotita
- El Guayacán
- San Martín
- Carricitos
- Campo Pénjamo
- Toro Manchado
- Terrero de los Guerrero